# Национальный комитет «Свободная Албания»
Национальный комитет «Свободная Албания» (алб. Komiteti Kombëtar «Shqipëria e Lirë») — организация албанской антикоммунистической эмиграции 1949—1992 годов. Создан несколькими группами националистического, монархического и традиционалистского характера. Предпринимал попытки свержения режима Энвера Ходжи, вёл активную пропаганду и организационную деятельность. Координировал антикоммунистов в албанской диаспоре. Сотрудничал с американскими и британскими спецслужбами. Самоупразднён после падения коммунистического режима в Албании.

## Консолидация албанских эмигрантов
В 1944—1945 Национально-освободительная армия Албании установила контроль над страной. У власти утвердился режим албанской компартии во главе с Энвером Ходжей. Сопротивление националистической организации Балли Комбетар, Кельмендское восстание и Восстание Коплику (Малесия-э-Мади, январь 1945), Пострибское восстание (Шкодер, сентябрь 1946), Восстание Жапокики (Тепелена, октябрь 1948), акции Горного комитета (Мирдита, август 1949) были жёстко подавлены. Влиятельные оппозиционные лидеры предстали перед Специальным судом, приговорены к смертной казни или длительным срокам заключения. Оставшиеся в живых и на свободе вынуждены были эмигрировать.
С 1948 года началось формирование антикоммунистического эмигрантского объединения. Организующим центром стали представительства Балли Комбетар и монархической организации Lëvizja Legalitetit, главными консолидирующими фигурами — националисты Мидхат Фрашери, Абас Эрменьи, монархисты Абаз Купи, Нучи Котта.

## Создание объединённой структуры
Первое совещание, проведённое в Риме по инициативе Lëvizja Legalitetit, не дало результатов. Противоречий между сторонниками бывшего короля Зогу и националистами, среди которых было много республиканцев, преодолеть поначалу не удалось. Кроме того, англо-американских союзников не устраивало присутствие откровенно коллаборационистской организации Blloku Indipendent и деятелей типа Шефкета Верладжи.
Разногласия удалось урегулировать летом 1949 года. Национальный комитет «Свободная Албания» был официально учреждён 8 июля 1949. Комитет позиционировался как албанское правительство в изгнании. В него вошли представители Балли Комбетар (националисты), Lëvizja Legalitetit (монархисты), Lidhja Katundare (Крестьянская лига), Lidhja Agrare (Аграрная лига), Grupi Luftëtar i Pavarur (Независимая боевая группа, пробританские военные). Председателем Комитета был избран Мидхат Фрашери. Активисты набирались в греческих, итальянских и турецких лагерях албанских беженцев.
Офицеры SIS и ЦРУ выступали посредниками между Комитетом и Ахметом Зогу, но бывший король отказался признать «Свободную Албанию», настаивая, что только он является законной властью страны.

## От вооружённых атак к организации и пропаганде
Первоначально «Свободная Албания» ставила задачу вооружённого свержения режима Энвера Ходжи. При помощи британских и американских спецслужб были сформированы небольшие группы боевиков-парашютистов и заброшены на территорию НРА (Кампания 4000). Абас Эрменьи замечал, что британская подготовка была гораздо эффективнее американской.
В этих действиях недооценивалась эффективность коммунистической госбезопасности Сигурими и глубокие социальные сдвиги, начавшиеся в Албании. Кроме того, иностранная помощь была явно недостаточной — во всяком случае, несравненно меньшей, чем поддержка Ходжи со стороны сталинского СССР. Важную роль сыграли действия советского агента Кима Филби, информировавшего Москву и Тирану о планах албанского сопротивления. Поднять в Албании массовое антикоммунистическое восстание не удалось.
Однако некоторые албанские подпольные группы ориентировались на «Свободную Албанию». Поддерживалась связь с Горным комитетом Мирдиты. Подразделением «Свободной Албании» считала себя организация Фронт сопротивления/Национальное единство, устроившая взрыв на территории посольства СССР в Тиране 19 февраля 1951 года. Связь с Комитетом устанавливал Албанский союз антикоммунистического освобождения, действовавший в 1950—1952.

Вступайте в ряды организации «Национальное единство», которая с помощью и под руководством Комитета «Свободная Албания» борется за освобождение нашей страны от коммунистического рабства, против предателей из тиранского правительства, за свободу, демократию, хлеб. Не бойтесь коммунистов — они обречены исчезнуть с лица Земли.

Да здравствует албанский народ!

Велась активная антикоммунистическая агитация в албанской диаспоре, формировались постоянно действующие структуры. Удалось организовать переселение в США около 15 тысяч албанцев. Абас Эрменьи издавал газету Shqiperia. В призывах к антикоммунистической борьбе газета обращалась к образам албанской национально-освободительной борьбы, Скандербега и Исмаила Кемали. Выпускались почтовые марки, на которых к этим образам прибавлялись изображения Франклина Рузвельта и Уинстона Черчилля.
Комитет входил в Ассамблею порабощённых народов Европы и Национальный комитет за свободную Европу. Отчасти под влиянием Комитета сформировалась и совершила свою акцию Группа Шевдета Мустафы.
Наряду с антикоммунизмом, важное место в идеологии Комитета занимала идея Великой Албании, прежде всего присоединение Косово. Это создавало сложности в отношениях с англо-американцами, после 1948 года постепенно наладившими связи с Тито.

## Руководители
Первый председатель Национального комитета «Свободная Албания» Мидхат Фрашери скоропостижно скончался 3 октября 1949, через три месяца после основания Комитета (версия о его убийстве советскими либо американскими спецслужбами, но никакими доказательствами она не подкреплена). Вскоре после этого штаб-квартира организации была перенесена в Нью-Йорк.
Фрашери сменил активист Балли Комбетар Хасан Дости. Он возглавлял Комитет с 1949 по 1954 год.
Третьим председателем был историк и общественный деятель Реджеп Красничи. Он стоял во главе Комитета почти четыре десятилетия, до самороспуска организации.
Таким образом, первые лица «Свободной Албании» были националистами республиканских взглядов, ориентированными на союз с США в Холодной войне.
Руководящий совет «Свободной Албании» контролировался представителями довоенного и военного поколений. Ведущими идеологами и организаторами являлись Абас Эрменьи и Зеф Пали — также националисты и республиканцы из Балли Комбетар. Эрменьи подчёркивал не только антикоммунистическую, но и антифашистскую направленность «Свободной Албании». Важную роль играли монархисты Абаз Купи, Муфтар Спахиу, Нучи Котта, косоварский националист Саид бей Крюезиу, мусульманский консерватор полковник Мухаррем Байрактари, аграристы Экрем Телхаи и Хюсни Муллети, организатор мирдитского вооружённого подполья Ндуэ Гьон Марку.
Ближайшими советниками многолетнего председателя Реджепа Красничи являлись Мехди бей Фрашери (двоюродный брат Мидхата Фрашери, коллаборационистский премьер-министр Албании в 1943), учёный-лингвист католик Карл Гуракучи, журналист Али Келцюра, один из основателей Балли Комбетар. Серьёзное теневое влияние на Красничи оказывал бывший прогерманский коллаборационист, военный преступник и международный авантюрист Джафер Дева, со второй половины 1950-х работавший на ЦРУ.

## Падение режима и самоупразднение Комитета
Энвер Ходжа умер в 1985 году. Его сменил Рамиз Алия, который первоначально воздерживался от сколько-нибудь значимых реформ. Однако под влиянием революций 1989 года в Албании усиливались антикоммунистические протестные настроения.
В декабре 1990 года массовые антиправительственные демонстрации заставили Алию согласиться на многопартийную систему, разрешить выезд из страны, провозгласить свободу вероисповедания, удалить из руководства ортодоксальных ходжаистов. В марте 1991 в Албании были проведены многопартийные выборы. Формально было объявлено о победе правящей партии, но продолжающееся давление общества вынудило власти пойти на перевыборы в 1992. Победу одержала Демократическая партия Албании.
Падение коммунизма в Албании дезактуализировало основную задачу эмиграции. После прихода к власти антикоммунистической оппозиции Национальный комитет «Свободная Албания» объявил о самороспуске. Некоторые его деятели вернулись на родину и участвовали в албанской политической жизни. Реджеп Красничи был награждён орденом Наима Фрашери. Абас Эрменьи стал почётным председателем партии Национальный фронт — возрождённого Балли Комбетар.